# Rahel Straus
Rahel Straus, nascida Goitein (Karlsruhe, 21 de março de 1880 – Jerusalém, 15 de maio de 1963) foi a primeira mulher a estudar na faculdade de medicina a partir de maio de 1900 na Universidade de Heidelberg.
Na cidade de Karlsruhe tem a rua Rahel-Straus-Straße e em Munique o Rahel-Straus-Weg. Oldemburgo, Baixa Saxônia, modificou em 2008 o nome de uma rua, denominada em memória de um suposto nazista, para Rahel-Straus-Straße.

## Obras
- Rahel Straus: Wir lebten in Deutschland. Erinnerungen einer deutschen Jüdin 1880–1933. DVA, Stuttgart 1961 (2.ª e 3.ª Edição 1962). Auszugsweise in: Andreas Lixl-Purcell (Ed.): Erinnerungen deutsch-jüdischer Frauen 1900–1990 Reclam, Leipzig 1992 u.ö. ISBN 3-379-01423-0, S. 49–60 u.d.T.: Als Ärztin in München 1905–1910.
- Rahel Straus-Goitein: Ein Fall von Chorionepitheliom. Diss. med. München, Heller, München 1907 (33 p.).